# Яковлевка (Омская область)
Я́ковлевка — деревня в Горьковском районе Омской области. Входит в состав Астыровского сельского поселения.

## История
Основана в 1893 году. В 1928 году деревня Спасская состояла из 189 хозяйств, основное население — русские. В административном отношении являлась центром Яковлевского сельсовета Иконниковского района Омского округа Сибирского края.

## Население
| 2002 | 2010 | 2021 |
| ---- | ---- | ---- |
| 296  | ↘217 | ↘197 |

## Улицы
В деревне имеются две улицы: Зелёная и Центральная.

## Известные уроженцы
- Пономаренко, Артём Александрович (1993—2023) — российский военнослужащий, младший лейтенант, Герой Российской Федерации.